# داراختر شکم‌سفید
داراختر شکم‌سفید (نام علمی: Chaetocercus mulsant) گونه‌ای از مرغ مگس در تبار عسل‌نوش‌تباران از زیرتیرهٔ مکس‌مرغیان (Trochilinae)، «مرغ مگس‌های زنبوری» است که در بولیوی، کلمبیا، اکوادور و پرو یافت می‌شود.